# Archer (tankjager)
De Archer was een Britse tankjager uit de Tweede Wereldoorlog. Dit type tankjagers was het gevolg van een Britse beslissing om het kaliber van de standaard antitankkanonnen op te trekken van 57 mm naar 76,2 mm. De nieuwe kanonnen bleken echter te zwaar te zijn voor de toen bestaande tanks. Daarom werd er een oplossing gezocht en die vond men in het gebruiken van het chassis van de Valentine-tank en daarop het monteren van het nieuwe 76,2 mm-kanon. Het type zelf was ietwat vreemd, omdat het kanon naar achteren wees, zodat het weliswaar geen vijanden van voor kon aanvallen, maar wel snel kon wegrijden in het geval van een terugtrekking.

## Algemeen
In april 1943 verscheen het eerste prototype. Na succesvolle testen werd een order geplaatst voor 800 stuks. Het eerste voertuig werd in maart 1944 opgeleverd, maar het duurde tot oktober voordat de Archer volledig operationeel was. Het lage silhouet bewees zeer nuttig te zijn in hinderlagen, waarna de Archer snel kon wegrijden, zonder dat het moest omdraaien, waardoor de kansen op overleving van de bemanning stegen. De vierkoppige bemanning zat in een kleine open ruimte, al heeft men na de Tweede Wereldoorlog wel lichte stalen platen als afdekking gemonteerd. De chauffeur zat, net als bij de Valentine, voorin in het midden, maar moest deze plaats verlaten bij het afvuren van het kanon vanwege de terugslag.
Het kanon kon vanuit het midden 11 graden naar links en rechts worden gericht. De Archer had ruimte om 44 granaten mee te nemen. Met de juiste munitie, armour piercing discarding sabot ofwel een stalen kernprojectiel met wegvallende manchet, kon op 500 meter afstand een pantsering van 209 mm met een hellingshoek van 30° worden doorboord. De mondingssnelheid van dat projectiel bedroeg 1.204 meter per seconde.
Tegen het einde van de oorlog waren er in totaal 655 Archers geproduceerd en het type bleek zo goed dat het nog in dienst bleef bij het Britse leger tot midden jaren 50. Na de oorlog zijn twaalf exemplaren van de Archer in Nederland achtergebleven. De Koninklijke Landmacht heeft wel stuksbemanningen voor de tankjager opgeleid, maar ze zijn uiteindelijk niet bij parate eenheden van de artillerie geplaatst.